# Abinsker Elektrostahlwerk
Das Abinsker Elektrostahlwerk (AESW, Abinski elektrometallurgitscheski sawod russisch Абинский электрометаллургический завод, wiss. Transliteration Abinskij ėlektrometallurgičeskij zavod) ist ein Betrieb der Eisenhüttenindustrie und ein Hersteller von Hüttenerzeugnissen in Russland, welcher seinen Firmensitz in der Stadt Abinsk, Region Krasnodar hat.

## Geschichte
2007 wurde in Abinsk der erste Spatenstich für das zukünftige Werk gemacht. Im Juli 2010 wurde das Stahlwalzwerk in Betrieb genommen. Im Jahr 2011 wurde mit dem Bau der zweiten Baustufe begonnen – einer Elektrostahlwerkhalle, die auf ein Produktionsvolumen von 1,3 Millionen Tonnen Stahl pro Jahr ausgelegt ist.
Gleichzeitig mit der Elektrostahlwerkhalle wurde ein Kalkwerk in Betrieb genommen.
Im Jahr 2015 wurde der Produktionskomplex durch eine eigene Sauerstoffproduktion unabhängig von Lieferanten für Sauerstoff. Und im November 2015 wurde in der Elektrostahlwerkhalle bereits die millionste Tonne Stahl produziert. Im Mai 2016 wurde das zweite Walzwerk in Betrieb genommen. Im selben Jahr fand im Beisein des Leiters der Regionsverwaltung Krasnodar V.I. Kondratyev die feierliche Zeremonie zum ersten Spatenstich für die Metallwarenwerkhalle der vierten Baustufe. Die Werkhalle wurde am 20. März 2019 in Betrieb genommen.
2016 wurde ein Schulungszentrum eingerichtet, das eine staatliche Lizenz für die Ausbildung für Arbeiterberufe erhielt.
Im August 2018 wurden in der Elektrostahlwerkhalle 140.224 Tonnen Stranggussknüppel hergestellt.

## Betriebsstruktur
Der Betrieb besteht aus fünf Werkhallen (Elektrostahlwerk, Walzwerk, Metallwarenwerkhalle, Sauerstoffwerkhalle, Kalkwerk), die durch eine einheitliche Technologiekette miteinander verbunden sind. Die Elektrostahlwerkhalle vom AESW kann jährlich rund 1.500.000 Tonnen Stahl produzieren. Es werden verschiedene Stahlsorten geschmolzen und gegossen.
Die Profilstahlwalzwerkhalle produziert Fein- und Grobwalzgut sowie Walzdraht. Die Produktionskapazitäten ermöglichen die jährliche Herstellung von rund 1.100.000 Tonnen Walzmetall. Die Metallwarenproduktion vom AESW im Stahldrahtwerk beträgt 85.000 Tonnen Draht pro Jahr.
Die Sauerstoffwerkhalle vom AESW kann 110.000 Tonnen flüssigen Sauerstoffs pro Jahr produzieren. Darüber hinaus produziert der Betrieb flüssiges Argon (5.600 Tonnen pro Jahr) und flüssigen Stickstoff (4.500 Tonnen pro Jahr).

## Wirtschaftlichkeit
Im Jahr 2018 betrug der Ertrag des Abinsker Elektrostahlwerks 29.390 Milliarden Rubel. Infolgedessen stieg der Betrieb in die Top-10-Industrieunternehmen der Region Krasnodar ein (III. Platz des RBC-Rating).
Im selben Jahr gewann AESW den Wirtschaftspreis „Exporteur des Jahres im Hochtechnologiebereich. Großbusiness“, weil es Güter im Preis von fast 20 Milliarden Rubel exportierte. 2019 erwarb AESW das Kaliberwalzwerk Balakovo vom Metallurgieunternehmen Severstal, welches sich in der Region Saratow befindet und auf die Herstellung von Armierungsstahl für den Bau sowie von Winkelstahl und U-Stahl spezialisiert ist.